# Neolepton holmbergi
Neolepton holmbergi is een tweekleppigensoort uit de familie van de Neoleptonidae. De wetenschappelijke naam van de soort is voor het eerst geldig gepubliceerd in 2003 door Zelaya & Ituarte.